# Osbornellus torresicus
Osbornellus torresicus är en insektsart som beskrevs av Dlabola 1967. Osbornellus torresicus ingår i släktet Osbornellus och familjen dvärgstritar. Inga underarter finns listade i Catalogue of Life.